# کودکان ذرت: پیدایش
کودکان ذرت: پیدایش (انگلیسی: Children of the Corn: Genesis) فیلمی در ژانر ترسناک است که در سال ۲۰۱۱ منتشر شد. از بازیگران آن می‌توان به بیلی دراگو و دوین ویتاکر اشاره کرد.

## خلاصه داستان
دو زوج جوان تلاش می‌کنند تا فرزند خود را که زندانی است آزاد کنند اما در این میان با فاجعه بزرگی رو به رو می‌شوند…